# Chiesa di Sant'Antonio Abate (Piacenza d'Adige)
La chiesa di Sant'Antonio Abate è la parrocchiale di Piacenza d'Adige, in provincia e diocesi di Padova; fa parte del vicariato di Montagnana-Merlara.

## Storia

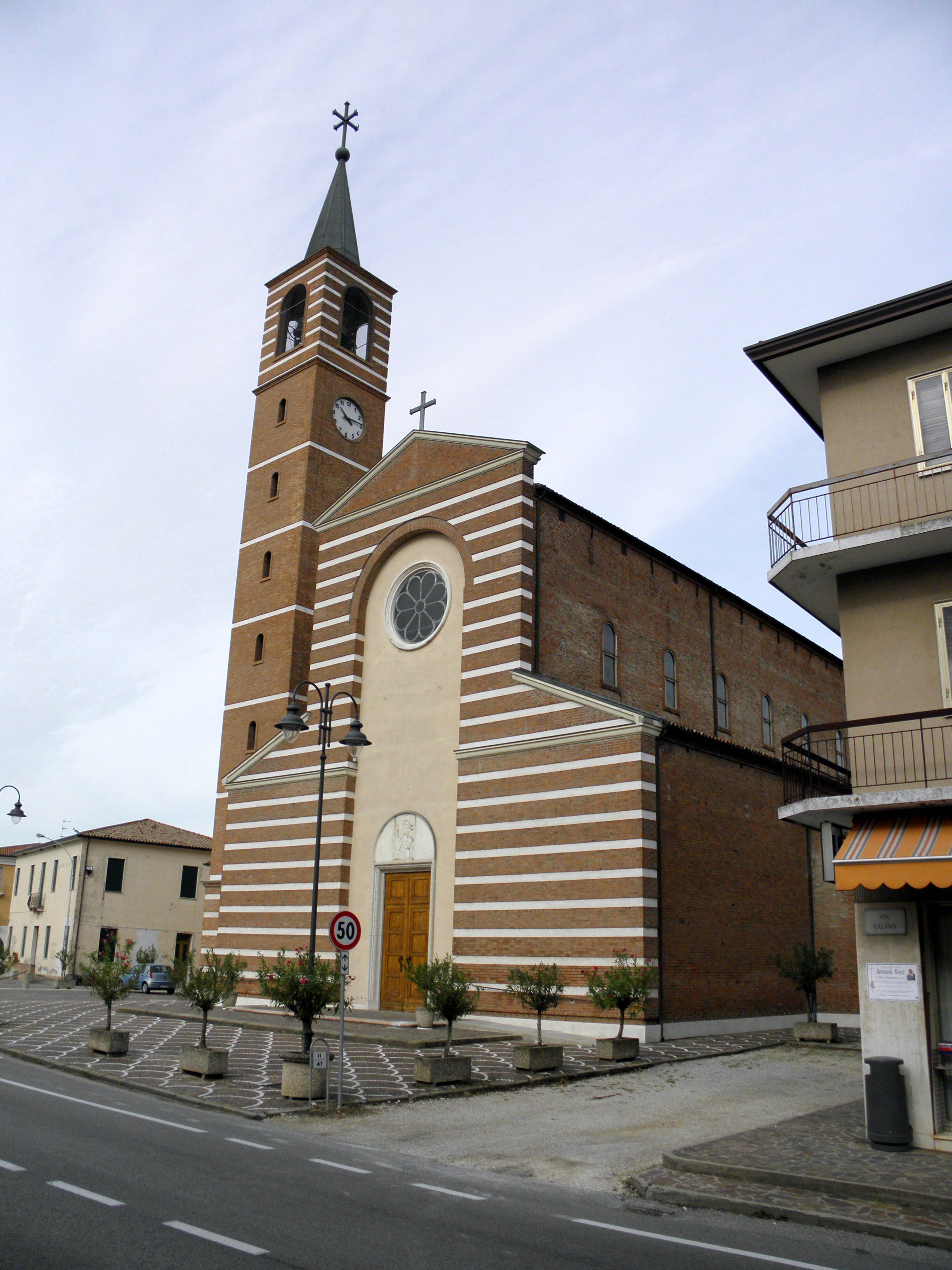
La chiesa ed il campanile

Originariamente dipendente dalla pieve di Santa Maria di Merlara, nel 1294 l'antica chiesa di Piacenza d'Adige passò sotto la giurisdizione di quella di San Prosdocimo di Castelbaldo. 
La chiesa di Sant'Antonio abate, che non era stata elencata nella decima papale del 1297, è ricordata però nella visita pastorale del 1448, effettuata dal vescovo Fantino Dandolo. 
Dalla relazione della visita del 22 maggio 1683 s'apprende che la chiesa era stata consacrata nel 1413 da Andrea da Montagnana, vescovo di Drivasto, su richiesta del vescovo di Padova Pietro Marcello. Nel XVI secolo, a causa delle inondazioni del fiume Adige, il pavimento della chiesa venne rialzato di oltre un metro. Nel 1700 ormai la chiesa risultava insufficiente a causa dell'incremento della popolazione e, così, all'inizio del XX secolo, l'antica parrocchiale venne demolita e fu sostituita dell'attuale, a tre navate ed in stile neoromanico, iniziata nel 1943 e consacrata il 21 ottobre 1950.

## Descrizione

### Interno
Sull'altare dedicato a Sant'Antonio Abate è collocata una pala dipinta alla metà del XIX secolo, raffigurante Sant'Antonio Abate tra i santi Paolo eremita e Caterina d'Alessandria.
Collocata nell'antifacciata della chiesa è la statua di Sant'Antonio, scolpita da Giuseppe Riflesser nel 1935.